# Lawrence Doherty
Hugh Laurence Doherty, més conegut com a Laurie Doherty, (Wimbledon, Regne Unit, 1875 - Broadstairs, 1919) fou un tennista anglès, guanyador de tres medalles olímpiques i sis títols de Grand Slam en individuals i deu en dobles. El 1903 fou el primer tennista no nord-americà a guanyar els Campionats Nacionals dels Estats Units.

## Biografia
Va néixer el 8 d'octubre de 1875 a la ciutat de Wimbledon, població situada avui en dia al Gran Londres. Era el germà petit del també tennista i medallista olímpic Reginald Doherty.
Va morir el 21 d'agost de 1919 a la ciutat de Broadstairs, població situada al comtat de Kent, a conseqüència de problemes respiratoris, una malaltia que també patí el seu germà.
El 1980 fou inclòs, junt al seu germà, a l'International Tennis Hall of Fame.

## Carrera esportiva

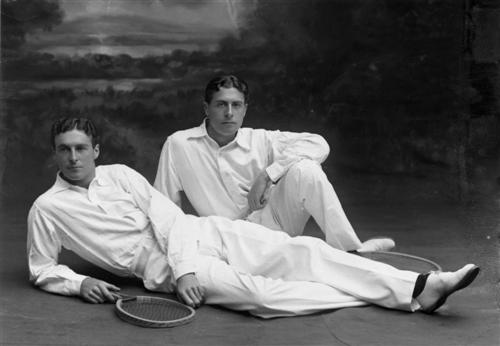
Reginald (esquerra) i Laurie Doherty (1900)

### Torneig de Wimbledon
L'any 1898 aconseguí arribar a la final del Torneig de Wimbledon, perdent la final davant el seu germà Reginald Doherty, el qual aconseguia així el seu segon quart torneig a Londres. El 1901 Arthur Gore aconseguí derrotar en aquest torneig a Reginald, privant-lo d'aconseguir el seu cinquè títol, si bé l'any següent Lawrence aconseguí guanyar el seu primer títol a la pista de l'All England Club. El regnat de Lawrence fou fins al 1906, convertint-se en el segon tennista més premiat en individuals per darrere de l'anglès William Renshaw, que n'aconseguí guanyar set.
En categoria de dobles, i formant parella amb el seu germà Reginald, va aconseguir guanyar la final per primer cop l'any 1897, fent-ho cinc vegades consecutives. Tot i perdre la final de dobles de 1902, el 1903 tornà a guanyar aquesta competició i ho feu encara dues vegades més, aconseguint l'any 1905 el seu vuitè títol. El 1906 perdé la final de dobles davant la parella Frank Riseley i Sidney Smith, els quals ja els havien vençut el 1902.

### Open dels Estats Units
Lawrence únicament aconseguí arribar una única vegada a la final individual de l'Open dels Estats Units, ho feu l'any 1903 i aconseguí la victòria davant el nord-americà William Larned. Amb aquesta victòria es convertí en el primer no nord-americà en guanyar aquest torneig, un fet que no tornà a passar fins a la victòria del francès René Lacoste l'any 1926.
En categoria de dobles aconseguí la victòria al costat del seu germà els anys 1902 i 1903, els únics en els quals arribaren a la final.

### Altres torneigs
Al llarg de la seva carrera també ha guanyat quatre títols del Masters de Montecarlo (a més de dues finals perdudes) així com el Torneig de Queens dues vegades.

### Copa Davis
Al costat del seu germà Regie Doherty fou imprescindible per aconseguir les quatre primeres victòries britàniques en la Copa Davis (1903-1906), aconseguint guanyar els cinc partits de dobles que van jugar entre 1902 i 1906, quatre d'ells davant de parelles nord-americanes.

### Jocs Olímpics
Va participar, als 24 anys, en els Jocs Olímpics d'Estiu de 1900 realitzats a París (França), on va aconseguir guanyar la medalla d'or en la prova individual masculina i en la prova de dobles fent parella amb el seu germà. Així mateix participà en la prova de dobles mixtos fent parella amb la nord-americana Marion Jones, i amb la qual aconseguí guanyar la medalla de bronze, una medalla atorgada al denominat Equip Mixt.

## Torneigs de Grand Slam

### Individual: 7 (6−1)
| Resultat  | Núm. | Any  | Campionat                                          | Superfície | Oponent a la final | Marcador                |
| --------- | ---- | ---- | -------------------------------------------------- | ---------- | ------------------ | ----------------------- |
| Finalista | 1.   | 1898 | Wimbledon Championships, Londres, Regne Unit       | Herba      | Reginald Doherty   | 3−6, 3−6, 6−2, 7−5, 1−6 |
| Guanyador | 1.   | 1902 | Wimbledon Championships                            | Herba      | Arthur Gore        | 6−4, 6−3, 3−6, 6−0      |
| Guanyador | 2.   | 1903 | Wimbledon Championships (2)                        | Herba      | Frank Riseley      | 7−5, 6−3, 6−0           |
| Guanyador | 3.   | 1903 | U.S. National Championships, Newport, Estats Units | Herba      | William Larned     | 6−0, 6−3, 10−8          |
| Guanyador | 4.   | 1904 | Wimbledon Championships (3)                        | Herba      | Frank Riseley      | 6−1, 7−5, 8−6           |
| Guanyador | 5.   | 1905 | Wimbledon Championships (4)                        | Herba      | Norman Brookes     | 8−6, 6−2, 6−4           |
| Guanyador | 6.   | 1906 | Wimbledon Championships (5)                        | Herba      | Frank Riseley      | 6−4, 4−6, 6−2, 6−3      |

### Dobles: 12 (10−2)
| Resultat  | Núm. | Any  | Campionat                                          | Superfície | Parella          | Oponents a la final               | Marcador                 |
| --------- | ---- | ---- | -------------------------------------------------- | ---------- | ---------------- | --------------------------------- | ------------------------ |
| Guanyador | 1.   | 1897 | Wimbledon Championships, Londres, Regne Unit       | Herba      | Reginald Doherty | Wilfred Baddeley Herbert Baddeley | 6−4, 4−6, 8−6, 6−4       |
| Guanyador | 2.   | 1898 | Wimbledon Championships (2)                        | Herba      | Reginald Doherty | Clarence Hobart Harold Nisbet     | 6−4, 6−4, 6−2            |
| Guanyador | 3.   | 1899 | Wimbledon Championships (3)                        | Herba      | Reginald Doherty | Clarence Hobart Harold Nisbet     | 7−5, 6−0, 6−2            |
| Guanyador | 4.   | 1900 | Wimbledon Championships (4)                        | Herba      | Reginald Doherty | Harold Nisbet Herbert Barrett     | 9−7, 7−5, 4−6, 3−6, 6−3  |
| Guanyador | 5.   | 1901 | Wimbledon Championships (5)                        | Herba      | Reginald Doherty | Dwight F. Davis Holcombe Ward     | 4−6, 6−2, 6−3, 9−7       |
| Finalista | 1.   | 1902 | Wimbledon Championships                            | Herba      | Reginald Doherty | Sydney Howard Frank Riseley       | 6−4, 6−8, 3−6, 6−4, 9−11 |
| Guanyador | 6.   | 1902 | U.S. National Championships, Newport, Estats Units | Herba      | Reginald Doherty | Dwight F. Davis Holcombe Ward     | 11−9, 12−10, 6−4         |
| Guanyador | 7.   | 1903 | Wimbledon Championships (6)                        | Herba      | Reginald Doherty | Sydney Howard Frank Riseley       | 6−4, 6−4, 6−4            |
| Guanyador | 8.   | 1903 | U.S. National Championships (2)                    | Herba      | Reginald Doherty | Kreigh Collins Harry Wainder      | 7−5, 6−3, 6−3            |
| Guanyador | 9.   | 1904 | Wimbledon Championships (7)                        | Herba      | Reginald Doherty | Sydney Howard Frank Riseley       | 6−1, 6−2, 6−4            |
| Guanyador | 10.  | 1905 | Wimbledon Championships (8)                        | Herba      | Reginald Doherty | Sydney Howard Frank Riseley       | 6−2, 6−4, 6−8, 6−3       |
| Finalista | 2.   | 1906 | Wimbledon Championships (2)                        | Herba      | Reginald Doherty | Sydney Howard Frank Riseley       | 8−6, 4−6, 7−5, 3−6, 3−6  |

## Jocs Olímpics

### Individual
| Any  | Campionat                    | Oponent       | Resultat      |
| ---- | ---------------------------- | ------------- | ------------- |
| 1900 | Jocs Olímpics, París, França | Harold Mahony | 6−4, 6−2, 6−3 |

### Dobles
| Any  | Campionat                    | Parella          | Oponents                                | Resultat      |
| ---- | ---------------------------- | ---------------- | --------------------------------------- | ------------- |
| 1900 | Jocs Olímpics, París, França | Reginald Doherty | Basil Spalding de Garmendia Max Decugis | 6−1, 6−1, 6−0 |

### Dobles mixtos
| Any  | Campionat                    | Parella      |
| ---- | ---------------------------- | ------------ |
| 1900 | Jocs Olímpics, París, França | Marion Jones |